# Bistum Caruaru
Das Bistum Caruaru (lateinisch Dioecesis Caruaruensis, portugiesisch Diocese de Caruaru) ist eine in Brasilien gelegene römisch-katholische Diözese mit Sitz in Caruaru im Bundesstaat Pernambuco.

## Geschichte
Das Bistum Caruaru wurde am 7. August 1948 durch Papst Pius XII. mit der Apostolischen Konstitution Quae maiori Christifidelium aus Gebietsabtretungen des Erzbistums Olinda e Recife errichtet und diesem als Suffraganbistum unterstellt.

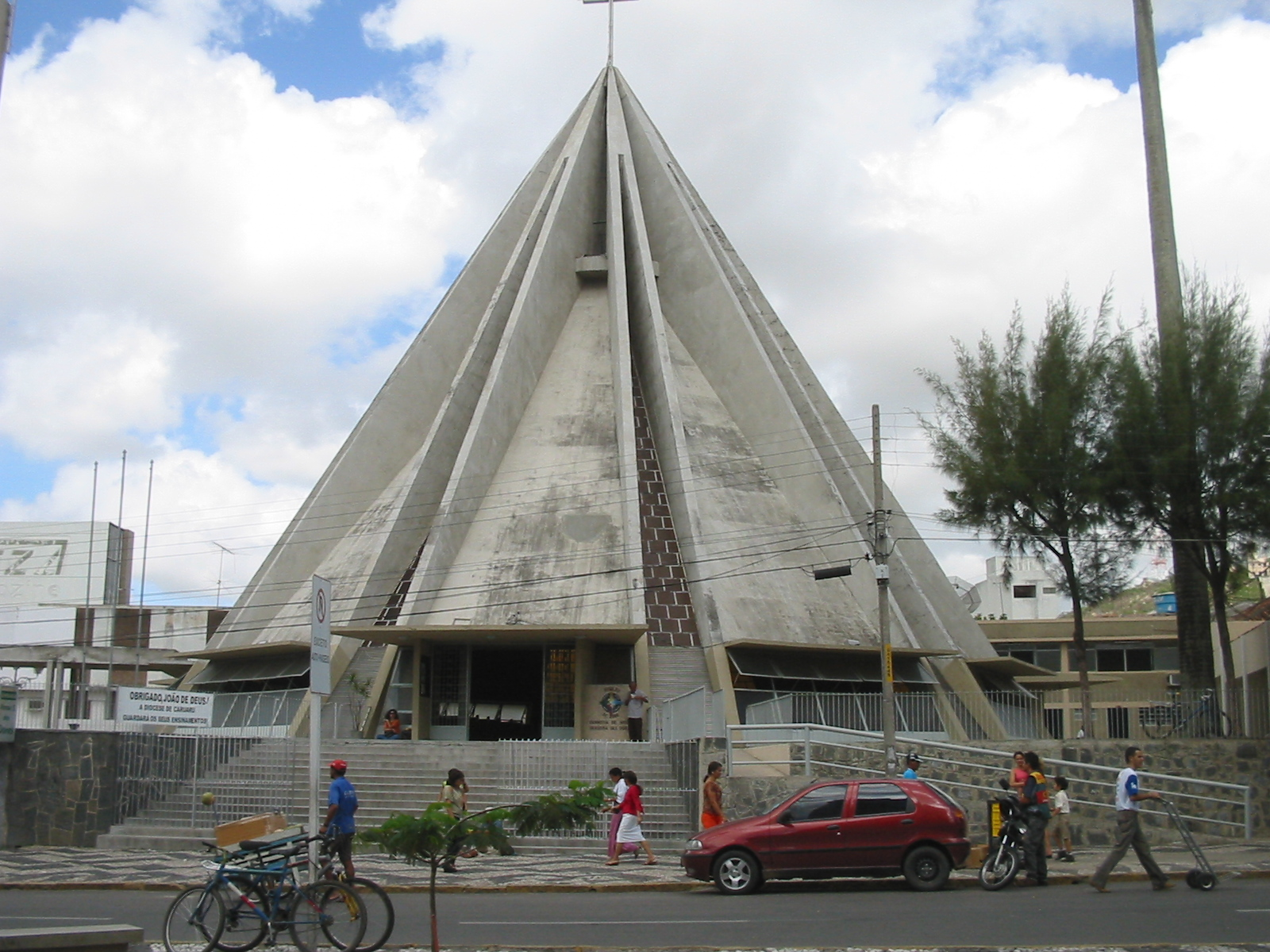
Kathedrale Nossa Senhora das Dores in Caruaru

## Bischöfe von Caruaru
- Paulo Hipólito de Souza Libório, 1949–1959, dann Bischof von Parnaíba
- Augusto Carvalho, 1959–1993
- Antônio Soares Costa, 1993–2002
- Bernardino Marchió, 2002–2019
- José Ruy Gonçalves Lopes OFMCap, seit 2019